# Радохинці
Радохинці́ — село в Україні, в Яворівському районі Львівської області. Населення становить 559 осіб. Орган місцевого самоврядування - Шегинівська сільська рада.

## Географія
Селом тече річка Вільшанка.

## Історія
Перша згадка про Радохинці є у грамоті Оти Пілецького від 8 травня 1352 р. як про село Перемишльської волості.

## Населення
Згідно з переписом УРСР 1989 року чисельність наявного населення села становила 625 осіб, з яких 266 чоловіків та 359 жінок.
За переписом населення України 2001 року в селі мешкало 550 осіб.

### Мова
Розподіл населення за рідною мовою за даними перепису 2001 року:
| Мова       | Відсоток |
| ---------- | -------- |
| українська | 95,17 %  |
| польська   | 4,83 %   |

## Відомі мешканці

### Народились
- Леон Селецький — польський педагог, директор Першої тернопільської гімназії в 1869—1885 роках.
- Бернард Ваповський — астроном, історик і географ XVI століття. Бернард Ваповський (бл. 1450—1535), офіційний історіограф польського короля Зигмунда I Старого, автор доведеної до 1535 р. хроніки й опису війни 1508 р. між Великим князівством Литовським і Московією «De bello a Sigismundo I. rege Poloniae. contra Moscos gesto anno 1508» («Про війну, ведену королем Польщі Зигімунтом I проти московитів у 1508 році»). Праця опублікована лише в XIX ст., принагідно варто згадати, що вони містять найдокладнішу інформацію про особу та повстання Михайла Глинського.